# Clube do Cupim
Clube do Cupim foi uma associação abolicionista criada no Recife, Pernambuco, em 8 de outubro de 1884 por 12 defensores do abolicionismo de vários pontos do Brasil.
Seus fundadores foram:
- João Ramos (Ceará) - presidente;
- Guilherme Ferreira Pinto (Goiás);
- Alfredo Pinto Vieira de Melo (Minas Gerais);
- Fernando de Paes Barreto (Maranhão);
- Numa Pompílio (Mato Grosso);
- João José da Cunha Lajes (Amazonas);
- Barros Sobrinho (São Paulo);
- Antônio Faria (Rio Grande do Sul);
- Gaspar da Costa (Rio de Janeiro);
- Nuno Alves da Fonseca (Alagoas);
- Alfredo Ferreira Pinto (Bahia);
- Manoel Joaquim Pessoa (Rio Grande do Norte);
- Luís Gonzaga do Amaral e Silva (Pernambuco).

## História
A campanha contra a escravidão intensificou-se em todo o Brasil a partir da decretação pelo Ceará da libertação dos escravos em 24 de março de 1884.
João Ramos, que desde 1883 estabelecera uma rota segura de fuga dos escravos para o Ceará, juntou-se a outros abolicionistas na casa do cirurgião dentista Numa Pompílio e criou a entidade emancipadora Clube do Cupim.
Quando em 1885 o Recife se preparava para receber Joaquim Nabuco, o Jornal do Recife (já extinto) publicou a seguinte reportagem:

Clube do Cupim: ‘‘A diretoria deste patriótico clube convida seus numerosos consócios e a todos os homens de cor, que quiserem acompanhar o Dr. Joaquim Nabuco no dia de sua chegada, a comparecerem no Largo do Arsenal da Marinha, a seis e trinta da manhã”.
Por causa das perseguições, seus integrantes resolveram dissolver o Clube do Cupim, o que se efetivou em 1 de novembro de 1885.
Sua última façanha, antes da extinção, foi o embarque de 119 escravos no dia 23 de abril de 1888, à noite, da casa de José Mariano, no Poço da Panela, em uma canoa de capim até a Capunga,de onde foram rebocados por dois botes até a Casa de banhos, passando para o barco Flor de Liz e, na manhã seguinte, para um rebocador que os levou para a liberdade.